# 평로치청절도사
평로군 절도사(平盧軍節度使)는 중국 당나라의 절도사 직위 중 하나로, 설립 당초에는 요동반도에 거점을 두고 있었으나, 안사의 난 이후 지금의 산동반도 일대를 거점으로 하였던 번진(藩鎭)이었다. 안사의 난 진압에 참여하였고, 안사의 난 이후의 평로군의 전력은 매우 손상되었다. 이 과정에서 요동에서 남하하면서 함락시킨 치주(淄州, 현재의 산둥성 쯔보시)와 청주(靑州, 현재의 산둥성 웨이팡시의 현급시 칭저우시) 일대 6개 주를 관할지로 하여 762년 재신설되었다. 당나라 중기 이후 여러 번진들이 할거할 때 이정기가 해당 번진을 점거하였다. 이때부터 54년을 이정기, 이납, 이사고, 이사도에 의해 통치되다가 최종적으로 당나라 조정에게 평정되었다. 그 기간 동안 치청절도사(淄靑節度使), 평로치청절도사(平盧淄靑節度使), 평로절도사 등의 칭호가 서로 교체 사용되었다.

## 역사

### 번진의 설치
평로군의 원래 관할 구역은 요동반도의 영주(營州, 지금의 랴오닝성 차오양시) 일대였으며, 실위와 말갈 세력에 대한 방비를 목적으로 한 번진이었다. 719년, 평로군사(平盧軍使)를 평로군 절도사(平盧軍節度使)·경략하북탁지사(經略河北度支使)로 승격시키고 영주에 본부를 둔 것이 이 번진의 시작이었다. 740년을 전후하여 당나라 조정은 당시의 평로군 절도사 오지의(烏知義)에게 칙령을 내려 "발해와 흑수(黑水)는 최근 국가로 복귀하였으니, 역시 경에게 절도(節度)를 위임한다."라고 하였다.
당현종 말엽의 742년 안록산이 평로절도사 겸 영주도독으로 임명되어 방위 책임을 맡았다. 755년에 안녹산은 중앙의 양귀비 세력을 제거한다는 명목으로 반란을 일으켰다. 그리고 안록산의 근거지 중 하나가 되었다. 이 때 평로진 내부에서 반대 세력이 나타났고 이들이 치청평로군의 중추 세력을 이룬다. 요동도호 왕현지와 안녹산의 부장 후희일, 이회옥(뒷날 이정기로 개명) 등을 중심으로 한 반대세력은 안녹산이 임명한 평로절도사 서귀도를 모살하고 당나라 조정의 편을 들었다. 조정은 758년 왕현지를 평로절도사로 임명하였다. 왕현지는 다음해에 병사하였고, 이회옥이 왕현지의 아들을 살해하고 후희일을 추대하여 그 자리를 계승하게 하였다.
안사의 난 기간동안 평로군은 산동 방면으로 남하하였다. 안사의 난 후기인 안록산의 부장이었으나 당나라에 귀순한 평로절도사 후희일이 사사명의 아들 사조의의 위협을 받자 남쪽 761년에는 청주를 함락하는 등 반란군으로부터 산동 일대의 여러 고을을 빼앗았다. 762년에 안사의 난이 마무리되자 평로군은 반란 진압에 참여한 공으로 치주, 청주, 기주, 밀주, 제주, 해주 등 6개 주를 관할하게 되었으며, 그 절도사는 평로절도사 직위에 더해 관하 치주와 청주 2주의 이름을 따서 직위에 치청(淄靑)이 추가로 관직명에 붙게 되었다. 그리고 이때부터 평로군은 산동 일대를 가리키는 말로 의미가 변화하였다.

### 이정기의 찬탈
안사의 난이 진압된 이후인 765년에 이회옥이 절도사 후희일을 쫓아내고 스스로 절도사에 올랐다. 당 대종은 쫓겨난 후희일을 후대하는 한편, 이회옥에게 정기라는 이름을 내리고 후임 절도사로 임명하면서 발해신라양번사 직위를 추가로 내려 발해와 신라와의 외교 교섭을 관장하게 하였다. 이후 평로군은 발해/신라와 주변 번진과의 사이에서 중계 무역을 통해 부를 축적하고 이를 토대로 세력을 확장하였다. 이정기는 775년에 당 대종의 명에 따라 반란을 일으킨 위박절도사 전승사를 토벌하고 위박 번진의 영지인 덕주를 장악하는 등 산동 지역의 10개 주에 걸쳐 세력을 확장하였으며, 776년 변송에서 이영요가 반란을 일으킨 것을 토벌하면서 서주, 조주, 복주 등 5개 주를 더 장악하여 15개 주에 이르는 큰 세력을 이루게 되었다. 이정기는 778년에 번진의 치소(治所)를 청주에서 운주로 옮겼으며, 조정과 일정한 관계를 유지하는 동시에 주변 번진과 교류하면서 세력을 유지하였다.

### 조정과의 대립
781년 평로군과 동맹 관계에 있었던 성덕군의 절도사 이보신이 사망한 후 그 아들인 이유악이 절도사 자리를 계승하기를 요청하였으나, 당 덕종이 이를 거절하였다. 이 조치에 반발하여 이유악이 반란을 일으켰는데, 평소 긴밀한 관계를 유지하였던 위박절도사 전열과 산남동도절도사 양숭의, 그리고 이정기 또한 이에 동조하여 반란을 일으켰다. 반란군의 세력은 매우 강해 낙양으로 들어가는 수운을 차단하고 중앙군과 일전을 벌일 태세를 보였으나 이정기는 충돌 직전 악성 종양으로 인해 사망했다.
782년 이회악이 부장 왕무준에게 살해당하고 반란은 일시적으로 수그러들었지만, 조정의 논공행상에 불만을 품은 왕무준과 유주절도사 주윤이 같은 해 11월 연합세력과 결탁해 다시 반란을 일으켰다. 이 때 치청절도사 자리를 이은 이납 또한 제왕(齊王)을 칭했다. 당 조정은 이정기에게 태위직을 추증하는 등 번진 세력을 회유하려 시도했으나 절도사들은 그 시도를 거절하였다. 이들 반란군의 공격에 의해 당 조정은 매우 난처한 처지에 처하게 되었고, 783년 10월에는 당 덕종이 봉천으로 파천하는 결과를 낳기도 했다. 결국 조정은 784년 번진들의 반란을 불문에 부치고 각 절도사들에게 군왕의 작위를 제수하는 등 실질적으로 번진 세력권 내에서의 독립성을 허용하게 된다. 치청절도사 이납은 농서군왕에 봉해졌다.

### 이씨 할거의 끝
조정으로부터 독립성을 인정받은 평로군은 이후 이납·이사고·이사도 3대에 걸쳐 자치를 유지해 왔으나, 당 헌종 즉위 이후 헌종의 번진에 대한 적대적 정책에 불안감을 느끼고 815년 반란을 일으켰다. 이사도가 이끄는 평로군은 낙양을 공격하여 군량고를 불태우고, 재상 무원형을 암살하는 등 4년에 걸쳐 항쟁하였으나, 위박, 성덕, 유주노룡절도사 등 이전 시기에 평로군과 연합했던 하북의 강대한 세 절도사가 조정에 투항하여 지원 세력을 잃고, 당 헌종이 전면전을 선언하여 점차 수세에 몰렸고, 819년 2월 치소인 운성이 함락되고 이사도 부자가 처형됨으로써 이씨 할거 시대는 막을 내렸다. 그 기간 동안 치청절도사(淄靑節度使), 평로치청절도사(平盧淄靑節度使), 평로절도사 등의 칭호가 서로 교체 사용되었다가, 이 이후로는 평로군(平盧軍)의 군호(軍號)가 줄곧 사용되었다.
이후 황소의 난이 일어난 882년까지 평로군 절도사는 완전 폐지되지 않고 존속하였으나, 할거 시기처럼 독립적인 세력을 유지하지 못하고 조정으로부터 파견된 관리가 담당하게 되었다. 영지도 분할되어, 운주, 조주, 복주의 3개 주는 천평군 절도사의 관할로 바뀌고, 기주, 밀주, 연주, 해주의 4개 주는 연해절도사(훗날의 태녕군 절도사)의 관할로 바뀌어 치청절도사의 관할로 남은 것은 치주, 청주, 제주, 등주, 내주의 5개 주에 불과했다. 이후 평로군 절도사는 조정에서 파견한 관리가 담당하는 직위가 되었다.
삼국사기 헌덕왕 11년(819)조 7월에 당 조정에서 이사도를 토벌하기 위해 원군을 보내달라고 요청하여 순천군 장군 김웅원과 군사 3만 명을 파병하였다.

### 9세기 말
황소의 난 말기인 882년부터 약 20년 간, 왕경무·왕사범 부자가 절도사 자리를 계승하며 일시적으로 반독립 세력으로 할거하기도 하였다. 905년에 왕사범은 주전충에게 토벌되어 항복하였으며, 이후 평로군은 주전충의 지배하에 편입되었다.

### 오대십국 시대
당나라 멸망 이후, 평로군은 후량·후당 때도 그대로 존속해 있었다. 이때 약간의 관할 영역의 변동이 있었는데, 제주와 체주가 각각 후량 및 후당 때 천평군의 관하에 편입되었다. 이에 따라, 이 무렵의 관할 영역은 청주·치주·등주·내주의 4주로 축소되었다. 후당 때의 평로군은 부습·곽언위·왕건립·왕안구·방지온 등의 주요 장군들이 절도사에 임명되었을 정도로 가장 중요한 번진의 하나였다.
그러나 후진 말기에 당시의 평로군 절도사 양광원이 요나라와 결탁하여 반란을 일으켰다. 양광원의 반란은 944년 후진 측의 이수정에 의해 토벌·진압되었고, 이 사건의 여파로 평로군 절도사는 944년 말부터 946년 말까지 일시 청주방어사(靑州防禦使)로 격하되었다. 하지만 947년 초에 후진을 멸망시키고 그 영토를 점령한 요나라 당국에서 양광원의 아들 양승신을 평로군 절도사에 임명하면서 번진 자체가 다시 부활되었다. 당시의 관할 영역은 기존의 관할 영역 그대로였다. 이후 별다른 사건 사고나 변동 없이 후한·후주를 거쳐 송나라 초까지 존속하였다.
송나라 건국 이후, 다른 번진의 절도사들과 마찬가지로 평로군 절도사는 송 태종 연간 중에 단순한 명예직으로 전환되면서 마침내 완전히 소멸하였다.

## 관할 지역

### 분할 이전
- 청주(靑州, 지금의 산둥성 웨이팡 시의 현급시 칭저우 시):762년 ~ 777년, 784년 ~ 788년 수도
- 치주(淄州, 지금의 산둥 성 쯔보 시 쯔촨 구)
- 제주(齊州, 지금의 산둥 성 지난 시）
- 기주(沂州, 지금의 산둥 성 린이 시)
- 밀주(密州, 지금의 산둥 성 웨이팡 시의 현급시 주청 시)
- 해주(海州, 지금의 장쑤성 롄윈강 시 둥하이 현 하이저우 진)
- 등주(登州, 지금의 산둥 성 옌타이 시의 현급시 펑라이 시)
- 내주(萊州, 지금의 산둥 성 옌타이 시의 현급시 라이저우 시)
- 조주(曹州, 지금의 산둥 성 허쩌 시）
- 복주(濮州, 지금의 산둥 성 허쩌 시 쥐안청 현)
- 연주(兗州, 지금의 산둥 성 지닝 시의 현급시 옌저우 시)
- 운주(鄆州, 지금의 산둥 성 타이안 시 둥핑 현):777년 ~ 784년, 788년 ~ 819년 수도

#### 일시 점령 지역
- 덕주(德州, 지금의 산둥 성 더저우 시 링 현)
- 체주(棣州, 지금의 산둥 성 빈저우 시）
- 기주(冀州, 지금의 허베이성 헝수이 시의 현급시 지저우 시）
- 서주(徐州, 지금의 장쑤 성 쉬저우 시)

### 분할 이후
- 청주(본부)
- 치주
- 등주
- 제주(오대 후량 때 천평군 관하에 편입)
- 내주
- 체주(828년 관할지로 추가 편입되었다가 오대 후당 때 천평군 관하에 편입)

### 오대십국 시대
- 청주
- 치주
- 등주
- 내주

## 역대 절도사

### 당나라

#### 이씨 할거 시대 이전

##### 안사의 난이전
- 장경충(張敬忠) : 719년
- 허흠담(許欽澹) : 720년
- 장회량(臧懷亮) : 722년 ~ 725년
- 설초옥(薛楚玉) : 730년 ~ 732년
- 장수규(張守珪) : 733년 ~ 739년
- 오지의(烏知義) : 734년 ~ 738년
- 왕곡사(王斛斯) : 740년 ~ 741년
- 안록산(安祿山) : 742년 ~ 755년

##### 안사의 난이후
- 여지회(呂知誨) : 755년 ~ 756년
- 유정신(劉正臣) : 756년
- 서귀도(徐歸道) : 756년 ~ 757년 (안록산이 임명한 절도사)
- 왕현지(王玄志) : 758년
- 후희일(侯希逸) : 759년 ~ 765년 (762년 이후 청주로 본부를 이전)

#### 이씨 할거 시대
- 이정기(李正己) : 765년 ~ 781년
- 이납(李納) : 781년 ~ 793년
- 이사고(李師古) : 793년 ~ 807년
- 이사도(李師道) : 807년 ~ 819년

#### 이씨 할거 시대 이후

##### 당헌종·당목종연간
- 설평(薛平) : 819년 ~ 825년

##### 당경종·당문종연간
- 강지목(康志睦) : 825년 ~ 831년
- 왕승원(王承元) : 831년 ~ 833년
- 엄휴복(嚴休復) : 833년 ~ 835년
- 왕언위(王彦威) : 835년 ~ 836년
- 진군상(陳君賞) : 836년 ~ 839년
- 위장(韋長) : 839년 ~ 841년

##### 당무종연간
- 오한진(烏漢眞) : 841년 ~ 843년
- 이빈(李玭) : 843년 ~ 845년
- 최려(崔蠡) : 845년 ~ 847년

##### 당선종연간
- 정광(鄭光) : 847년 ~ 849년
- 정연(鄭涓) : 849년 ~ 850년
- 손범(孫範) : 850년 ~ 852년
- 위박(韋博) : 852년 ~ 855년
- 이탁(李琢) : 855년 ~ 858년
- 영호서(令狐緖) : 858년 ~ 859년

##### 당의종연간
- 위오(韋澳) : 859년 ~ 861년
- 봉오(封敖) : 861년 ~ 862년
- 이수(李璲) : 862년 ~ 864년
- 최집유(崔執柔) : 864년 ~ 870년
- 우연(于琄) : 870년 ~ 873년

##### 당희종연간
- 송위(宋威) : 873년 ~ 877년
- 양손(楊損) : 877년 ~ 879년
- 안사유(安師儒) : 879년 ~ 882년
- 왕경무(王敬武) : 882년 ~ 889년

##### 당소종·당애제연간
- 최안잠(崔安潛) : 889년 ~ 891년
- 왕사범(王師範) : 891년 ~ 905년
- 왕중사(王重師) : 905년 ~ 906년

### 오대십국 시대

#### 후량
- 한건(韓建) : 906년 ~ 910년
- 하덕륜(賀德倫) : 910년 ~ 913년
- 장만진(張萬進) : 913년 ~ 914년
- 원상선(袁象先) : 914년
- 하덕륜(재임) : 914년 ~ 915년

※915년 이후 924년까지는 후임자 불명.

#### 후당
- 부습(符習) : 924년 ~ 926년
- 곽언위(霍彦威) : 926년 ~ 928년
- 왕건립(王建立) : 928년 ~ 930년
- 왕안구(王晏球) : 930년 ~ 932년
- 방지온(房知溫) : 932년 ~ 936년

#### 후진
- 왕건립(재임) : 936년 ~ 940년
- 양광원(楊光遠) : 940년 ~ 944년

※양광원의 반란이 진압되면서 944년 말부터 946년 말까지 청주방어사(靑州防禦使)로 격하.

#### 후한
- 양승신(楊承信) : 947년 (양광원의 아들. 후진을 멸망시킨 요나라에서 임명)
- 유수(劉銖) : 947년 ~ 950년
- 부언경(符彦卿) : 950년 ~ 952년

#### 후주
- 왕준(王峻) : 953년
- 상사(常思) : 953년 ~ 954년
- 이홍의(李洪義) : 954년 ~ 958년
- 안심기(安審琦) : 958년 ~ 959년

## 평로군 출신의 인물
- 성예
- 유심
- 하로기
- 한희재
- 두정완

## 참고 문헌
- 《구당서》
- 《신당서》
- 《구오대사》
- 《신오대사》
- 《구국지(九國志)》
- 《십국춘추》
- 《송사》
- 《자치통감》
- 이십사사연구자료총간(二十四史硏究資料叢刊) 《당방진연표(唐方鎭年表)》, 오정섭(吳廷燮) 찬(撰), 중화서국, 1980년
- 이십사사연구자료총간(二十四史硏究資料叢刊) 《오대십국방진연표(五代十國方鎭年表)》, 주옥룡(朱玉龍) 편저, 중화서국, 1997년